# طوني وايترز
أنطوني كيث وايترز (1 فبراير 1937 - 10 نوفمبر 2020)، هو لاعب كرة قدم، لعب حارس مرمى منتخب إنجلترا ومدربًا لـمنتخب كندا لكرة القدم. أدار فانكوفر وايتكابس لبطولة دوري أمريكا الشمالية لكرة القدم (1968-1984)، مسؤولاً عندما تأهلت كندا لنهائيات كأس العالم 1986، والتي كانت المرة الوحيدة في النهائيات.

## روابط خارجية
- طوني وايترز على موقع قاعدة بيانات كرة القدم.إي يو (الإنجليزية)
- طوني وايترز على موقع ناشيونال فوتبول تيمز (الإنجليزية)
- طوني وايترز على موقع Soccerway.com (الإنجليزية)
- طوني وايترز على موقع أوليمبيديا (الإنجليزية)
- طوني وايترز على موقع قاعة كولومبيا البريطانية للمشاهير الرياضية (الإنجليزية)